# Борша (Словакия)
Борша (словац. Borša, венг. Borsi) — деревня в восточной Словакии неподалёку от Требишова.
В 4 км от деревни находится пограничный переход в Венгрию, пограничный переход на Украину — около 50 км.
Население деревни, на 31.12.2022 года, составляло 1146 человек.
Исторически являлась частью Земплина. Впервые упомянута в 1221 году. Здесь родился Ференц II Ракоци.

## Достопримечательности

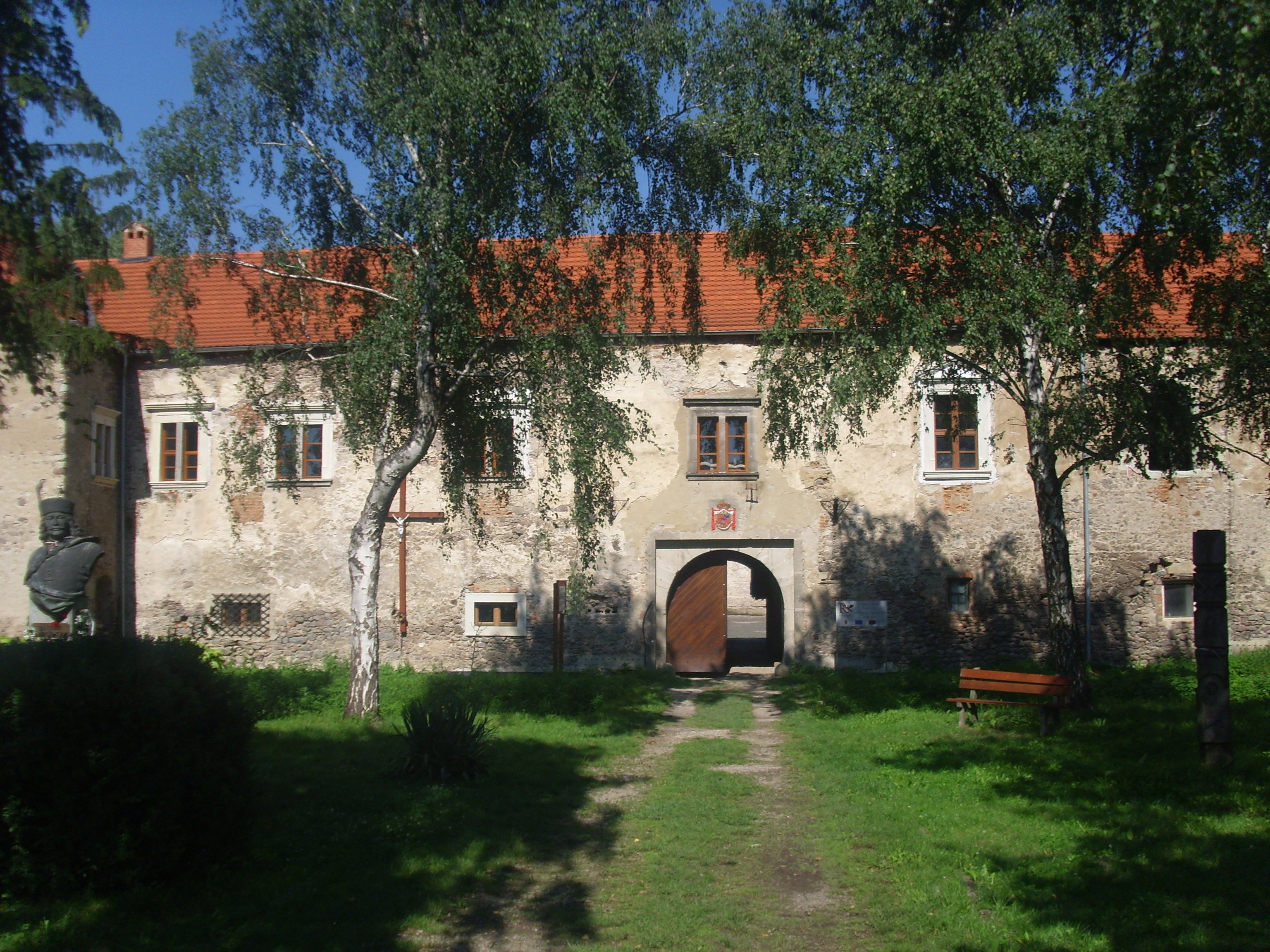
Дворец

## Население
| Год:                | 1994 | 2004    | 2014    | 2024    |
| ------------------- | ---- | ------- | ------- | ------- |
| Количество человек: | 1380 | 1253    | 1183    | 1119    |
| Разница:            |      | −9,20 % | −5,58 % | −5,40 % |